# MochiKit
MochiKit es una biblioteca de clases de propósito general escrita en JavaScript, creada y mantenida Bob Ippolito. Está inspirada en el framework de red de Python Twisted, permite añadir comportamiento asíncrono (AJAX) a una aplicación web.
Permite la carga y manipulación de conjuntos de datos JSON y contiene un conjunto de funciones para facilitar la creación dinámica de componentes, llamada MochiKit.DOM.

Está altamente documentada y probada.

## Características
Sus principales características son:
- Gestión de tareas asíncronas.
- Funciones de manipulación de objetos, arrays y comparaciones.
- Capa de acceso al DOM.
- Iteraciones y enumeradores en JavaScript.
- Capacidades de log.
- Efectos visuales y funciones de color.